# Platyura manteri
Platyura manteri is een muggensoort uit de familie van de Keroplatidae. De wetenschappelijke naam van de soort werd voor het eerst geldig gepubliceerd in 1931 door Johnson.